# The Noseflutes
The Nosefluets — британская рок-группа, образовавшаяся в 1980 году в Бирмингеме, Англия, исполнявшая экспериментальный пост-панк свободных форм с элементами «извращённого авангарда», который критика сравнивала с работами Капитана Бифхарта, Фрэнка Заппы и The Fall. Noseflutes выпустили три EP, три полноформатных студийных альбома и 4 сессии у Джона Пила на Radio 1. В целом пресса одобрительно встречала каждый новый релиз группы, отмечая гротескный характер как текстов, так и общего имиджа, выстроенного на элементах абсурда в духе на первый взгляд первобытного, но в действительности хорошо продуманного хаоса, когда «катастрофический результат оказывается плодом редкой изобретательности» (Q Magazine). Второй альбом Zib Zob and His Kib Kob вошёл в список «101 альбом с ужаснейшими заголовками», составленный газетой The People («The 101 Most Awful Album Titles of All Time»).

## История группы
Мартин Лонгли, Дэвид Причард, братья Джон и Крис Хортоны были знакомы еще со школы в селении Грейт Вёрли (Great Wyrley), там они и образовали свою первую группу. Вскоре Мартин переехал в Бирмингем, и тут у него появились новые друзья: Марк Роусон, Тревор Лайнс и Рон Коллинз — все они (также как еще один барабанщик, Роджер Тёрнер) входили в состав группы лишь время от времени. Ансамбль образовался в 1980 году и сменил несколько названий (The Blaggards, Cream Dervishes, Extroverts in a Vacuum, The Viable Sloths, Pantaloni Brothers, и Shitstormer), прежде чем превратился в Noseflutes.
Группа начала выступать на вечеринках в клубе местных коммунистов под названием The Star Club. Один их трек попал в компиляцию, которая в свою очередь легла на пульт Джона Пила: знаменитый радиоведущий попал под впечатление, пустил трек в эфир и пригласил группу записаться в свою студию Maida Vale на Би-би-си.
Свой дебютный EP Girth группа выпустила на Reflex Records, где записывались также The Very Things и And Also the Trees, и сразу же обратила на себя внимание центральной прессы.
В 1986 году здесь же вышел дебютный полноформатный альбом Several Young Men Ignite Hardboard Stump.
Затем Noseflutes перешли на Ron Johnson Records, где вышли два EP, The Ravers (сюда вошли треки записанные для Джона Пила в 1986 году) и Heartache is Irresistible. «The Noseflutes заставляют по-новому взглянуть на выражение ‘idiosyncratic’. Возможно, тут есть влияния Бифхарта, Заппы и Марка Э. Смита, но по правде говоря, их звучание ни на что не похоже и никто (к счастью) не пишет песен так, как делакет это Мартин Лонгли», — замечал еженедельник What’s On по поводу второго из них.
После того, как лейбл Ron Johnson прекратил своё существование, группа продолжала записываться на собственном лейбле Rictus Recordings, где вышли альбомы Zib Zob and his Kib Kob (1989) и Mellow Throated (1991). После выхода второго из них состав распался.

### После распада
После распада Noseflutes вокалист Мартин Лонгли и басист Крис Хортон, пригласив к участию Пола Маккенну (Paul McKenna), образовали новую группу The Clicking Stick и выпустили альбом Mocrophone (2001).
Дэвид Причард и Джон Хортон в начале 1990 годов выпустили два альбома как Acme Spring Company и Cubans Dials. Крис Лонг записывался под сценическим псевдонимом Legs Akimbo.

## Состав
В состав The Noseflutes входили от шести до восьми участников:
- Martin Longley — вокал, саксофон, тромбон
- David Pritchard — гитара, бас-гитара
- John Horton — гитара, бас-гитара, клавишные
- Chris Horton — бас-гитара, клавишные.
- Chris Long — клавишные, скрипка, вокал
- Ron Collins — ударные, перкуссия
- Mark Rowson — ударные, перкуссия, клавишные
- Trevor Lines — ударные, перкуссия, бас-гитара
- Roger Turner — ударные, перкуссия

## Дискография

### Студийные альбомы
- Several Young Men Ignite Hardboard Stump (LP, 1986, Reflex, UK)
- Zib Zob And His Kib Kob (LP, 1989, Rictus Recordings, UK)
- Mellow Throated (LP, 1991, Rictus Recordings, UK)

### EPs
- Girth (12", 1985, Reflex, UK)
- The Ravers (12", 1986, Ron Johnson, UK)
- Heartache Is Irresistable (12", 1987, Ron Johnson, UK)

### Компиляции
- A Reflex Compilation (LP, 1985, Reflex): «Past Promise Broken In A Previous Life»
- Hits and Corruption (LP, 1986, Hits $ Corruption): «Holidaytime»
- The First After Epiphany (LP, 1987, Ron Johnson): «Bodyhair Up In The Air»
- Year One — The Best Of Premonition Tapes (So Far) (кассета, 1988, Premonition Tapes): «Leg Full Of Alcohol (Live)»
- Commercially Unfriendly (CD, 2005, Gott Discs): «Give Me The Keys»